# Євгеніївське газоконденсатне родовище
Євгеніївське газоконденсатне родовище — належить до Північного борту нафтогазоносного району Східного нафтогазоносного регіону України.

## Опис
В адміністративному відношенні Євгеніївське газоконденсатне родовище розташоване в Кремінському районі Луганської області за 6 км на північний схід від м. Кремінна. В тектонічному плані Євгеніївська структура приурочена до зони Красноріцького скиду північних околиць Донбасу.
Євгеніївське родовище було відкрите у 2000 році пошуковою свердловиною № 2. У наш час[коли?] промислово продуктивними є горизонти у відкладах московського, башкирського та серпухівського ярусів карбону.
В дослідно-промислову розробку родовище впроваджене у 2001 р. В межах родовища пробурено 12 пошукових та розвідувальних свердловини.